# La Torre (Padrenda)
La Torre (llamada oficialmente San Pedro da Torre) es una parroquia del municipio español de Padrenda, en la provincia de Orense, Galicia.

## Toponimia
La parroquia también es conocida por el nombre de San Pedro de La Torre.

## Organización territorial
La parroquia está formada por siete entidades de población, constando cinco de ellas en el nomenclátor del Instituto Nacional de Estadística español: 
- As Enfornadas
- As Viñas
- Entrerríos
- Esmoriz
- Gorgua
- Grixó
- Vilar

## Demografía
| Gráfica de evolución demográfica de La Torre entre 2000 y 2023 |
|                                                                |
| Datos según el nomenclátor publicado por el INE.               |